# Stadion v Kvapilově ulici
Stadion v Kvapilově ulici je fotbalový stadion v Táboře. Své domácí zápasy zde odehrává profesionální fotbalový klub FC Silon Táborsko. Maximální kapacita stadionu činí 1500 sedících diváků a 400 stojících diváků.

## Popis
V tribuně je umístěn sekretariát týmu. V sektoru se nachází tři šatny pro hráče, kde mají vlastní sociální zařízení. Rozhodčí mají vlastní šatnu se sociálním zařízením. K dispozici je místnost pro delegáty.
Stadion prochází postupnými úpravami, po kterých by měl disponovat tribunami pro 4 500 diváků.
V průběhu roku 2016 byl opraven a vylepšen trávník, společně s vyhříváním. V roce 2024 bylo na stadionu vybudováno umělé osvětlení.